# Adolf Hauss
Adolf Carl Heinrich Hauss (* 1806; † 20. März 1857 in Bruchhausen) war ein deutscher Verwaltungsjurist.

## Leben
Adolf Hauss war einer der Söhne des hannoverschen Amtmanns und späteren Oberamtmanns im Amt Duderstadt Johann Christoph Heinrich Hauss. Er besuchte die Klosterschule Ilfeld und studierte ab 1824 Rechtswissenschaften an der Universität Göttingen, wo er dem Corps Hannovera Göttingen beitrat. Nach seinem Studium trat er in den Verwaltungsdienst des Königreichs Hannover ein und wurde 1829 Auditor in Duderstadt. 1839 war er Amtassessor im Amt Bruchhausen, wurde 1844 zum Amt Lemförde versetzt und 1850 kurzzeitig nach Friedeburg. 1853 wurde er zum Amtmann des Amts Bruchhausen ernannt und behielt diese Stelle bis zu seinem Tod.